# Mai Aizawa
Mai Aizawa (相澤 舞衣, Aizawa Mai, Mie, 10 september 1980) is een Japans voormalig voetbalster.

## Carrière

### Clubcarrière
Aizawa speelde tussen 1999 en 2010 voor Speranza FC Takatsuki. In 2010 beëindigde zij haar carrière als voetbalster.

### Interlandcarrière
Aizawa maakte op 12 november 1999 haar debuut in het Japans vrouwenvoetbalelftal tijdens een wedstrijd om het Aziatisch kampioenschap 1999 tegen Nepal en scoorde daarin drie keer. Zij nam met het Japans vrouwenvoetbalelftal deel aan de Aziatische Spelen 2002. Japan behaalde brons op de Aziatische Spelen. Ze heeft vijf interlands voor het Japanse vrouwenelftal gespeeld en scoorde daarin vier keer.

## Statistieken
| Japans vrouwenvoetbalelftal | Japans vrouwenvoetbalelftal | Japans vrouwenvoetbalelftal |
| Jaar                        | Wed.                        | Dlp.                        |
| --------------------------- | --------------------------- | --------------------------- |
| 1999                        | 3                           | 4                           |
| 2000                        | 0                           | 0                           |
| 2001                        | 0                           | 0                           |
| 2002                        | 2                           | 0                           |
| Totaal                      | 5                           | 4                           |